# Долазак Мађара (Панорама Фестија)
Долазак Мађара (мађ. A magyarok bejövetele; такође познато као Feszty Panorama или Feszty Cyclorama, мађ. Feszty-körkép) је велика циклорама, кружна панорамска слика, мађарског сликара Арпада Фестија и његових помоћника, која приказује почетак мађарског освајања Карпатског басена 895. године.
Циклорама је завршена 1894. за 1000. годишњицу тог историјског догађаја. Од 1100. годишњице догађаја 1995. године, слика је била изложена у Парку националне баштине Опустасер,

## Циклорама
Слика је висока скоро 15 метара (50 стопа) и скоро 120 метара (400 стопа) у дужину.

## Историја
Године 1891. Арпад Фести је видео панорамску слику Детаилеа и Неувиллеа у Паризу. У почетку је његова идеја била да на сличан начин наслика библијски потоп, али се по савету свог таста, познатог мађарског писца Мора Јокаија, предомислио и уместо тога насликао Долазак Мађара.
Да би направио аутентичну представу пејзажа, Фести је посетио Карпатски пролаз Верецке код Мункача, где су Мађари ушли у басен 895. године. Приближна локација видиковца циклораме је 48° 26′ 53″ N 22° 42′ 1″ E / 48.44806° С; 22.70028° И..
Мађарска штампа је стално извештавала о напретку посла. Предвидели су да ће слика бити завршена до 20. августа 1893. (20. август је национални дан Мађарске, у част канонизације мађарског краља Светог Стефана 20. августа 1083). Видевши интересовање јавности, савет Будимпеште је платио трошкове. У уговору су навели локацију у Будимпешти за слику. Фести није могао да заврши на време за празник 20. августа, од августа је био готов само мали нацрт у боји (завршна слика је огромна, 15×120 метара). У априлу је уз помоћ Игнаца Ујварија насликао небо. Пејзажне детаље осликали су Ласло Медњански, Ујвари и Шпањи. Народ су сликали Пал Ваго и Хенрик Пап, а логоре Целештин Паља. Више сликара се придружило раду, јер је Фестију и његовим пратиоцима било превише да заврше без помоћи. Неколико пријатеља писаца, глумаца и музичара забављало је сликаре док су радили.
У пролеће 1894. Фести је урадио завршне радове, доводећи слику у општу хармонију. Након што је посао обављен, Фесзти је кривио себе што га није завршио у року, и на крају је изгубио 10.000 фиорина након што је платио рачуне.
Дан отварања био је 13. мај 1894. Огромна маса је желела да види слику, највећу атракцију миленијумске изложбе у Мађарској, поводом 1000. годишњице освајања. Данас већина историчара прихвата 895. као годину освајања, међутим, миленијумске прославе одржане су 1896. године.
Платно је касније превезено у Лондон на изложбу Велике Британије 1899. године. Враћена је у Будимпешту 1909. Друга изложба слике отворена је 30. маја 1909. Након тога је требало да се ураде рестаурације.
У опсади Будимпеште током Другог светског рата, зграда и платно циклораме су претрпели оштећења. Киша и снег падали су на слику. Након промена граница Мађарске, једини спасилац слике, Иштван Фести, нећак Арпада Фестија, нашао се ван нових граница Мађарске, а ни Маша Фести, кћи Арпада Фести, није имала прилику да је спасе.

## Препород
Током 1970-их година донета је одлука да се у Опустасеру изгради парк националне баштине. Почела је рестаурација слике и изградња нове ротонде за циклораму. Градња је стала 1979. године, а делови платна су поново одлагани смотани. Године 1991. пољска група рестауратора добила је уговор за нову рестаурацију.  Од 1995. поново је изложен, заједно са вештачким тереном и скривеним звучницима који репродукују реалистичне звучне ефекте. Велики успех, то је главна атракција парка баштине Опуштасзер.